# Делайла С. Доусон
Делайла С. Доусон (нар. 21 жовтня 1977) — американська письменниця, переважно жанру фентезі та наукова фантастика. Вона пише фентезі як Ліла Бовен і пише еротику як Ава Лавлейс. Живе в Далонезі, штат Джорджія.
В її творчість входить пов'язана з «Зоряними війнами» література (романи «Зоряні війни: Фазма» («Star Wars: Phasma»), «Край галактики: Чорний шпиль» («Galaxy's Edge: Black Spire») і оповідання «Зоряні війни: Ідеальна зброя» («Star Wars: The Perfect Weapon»)), а також «Рік і Морті представляють: Рік Огірок» («Rick and Morty Presents: Pickle Rick»), «Убити хлопця з ферми» («Kill the Farm Boy») та «Немає країни для старих гномів» («No Country for Old Gnomes») (обидва з Кевіном Хірном). Вона також написала комікси, такі як «Зоряна свиня» («Star Pig») та «Яструб-перепелятник» («Sparrowhawk»).

## Кар'єра
Роботи Доусон включають серію стімпанк-паранормальних любовних романів Blud, серію Shadow романів Weird West (як Бовен), а також кілька романів для молоді. Вона написала оповідання у всесвіті «Зоряних війн», включно з пригодницьким твором Бейзін Нейтал 2015 року «Зоряні війни: Ідеальна зброя» та оповіданням Грір Соннел 2016 року «Scorched», опублікованим у Star Wars Insider № 165. У вересні 2017 року Доусон випустила «Зоряні війни: Фазма», роман, що описує передісторію Капітана Фазми Першого Ордену.

## Рецензії
У 2016 році Алекс Браун з Tor.com писав, що письменниця «випускає одні з найкращих недооцінених книг за останні кілька років», відзначаючи «складну тематику [та] інтенсивні образи» в її роботах для молоді та її різноманітних героїв. У зірковому огляді від Publishers Weekly написано, що в «Пробудженні стерв'ятників» (Wake of Vultures) Доусон «теми власної гідності, гендеру та складності ідентичності розглядаються з відвертим реалізмом і чутливістю», а також її «суворий і добре реалізований паранормальний Дикий Захід». Kirkus Reviews написав у зірковому огляді Wake of Vultures, що «Боуен створила захоплюючий, текстурований світ Дикого Заходу. Монстри жахливі, битви криваві, а темп цієї історії ніколи не падає».

### Роман для дорослих
- Насильство (2022)

### СеріяBlud
- Wicked as They Come (2012)
- Wicked As She Wants (2013) — стімпанк-книга року за версією Romantic Times за 2013,[11] номінант на RT Book of the Year 2013[12]
- Wicked After Midnight (2014) — номінант на стимпанк-книгу року від Romantic Times 2014[13]
- Wicked Ever After (2015)

#### Новели
- The Mysterious Madam Morpho (2012)
- The Peculiar Pets of Miss Pleasance (2013)
- The Damsel and the Daggerman (2014) — зіркова рецензія від Library Journal

#### Короткі оповідання
- «The Three Lives of Lydia» з антології Carniepunk (2013)
- Uncharming з антології Unbound (2015)
- «Not my Circus, Not my Monkeys» з антології Three Slices (2015)

### Зоряні війни
- Star Wars: «The Perfect Weapon» (оповідання, 2015) опубліковано в комерційному виданні роману «Зоряні війни: Пробудження сили», також доступне як електронна книга
- Star Wars: «Scorched» (оповідання, 2016) опубліковано в Star Wars Insider № 165
- Star Wars: Phasma (2017) частина рекламної кампанії Journey to Star Wars: The Last Jedi
- Star Wars: «The Secrets of Long Snoot» (оповідання, 2017) опубліковано в Зоряні війни: З певної точки зору (2017)
- Star Wars: Galaxy's Edge: Black Spire (2019)
- Зоряні війни: Сага про Скайвокера (2019)
- Зоряні війни: Повернення на зруйновану планету (оповідання, 2020) опубліковано в м'якій обкладинці Star Wars: Край галактики: Чорний шпиль
- Star Wars: «She Will Keep Them Warm» (оповідання, 2020) опубліковано в «From a Certain Point of View: The Empire Strikes Back» (2020)

### Підліткова література
- Servants of the Storm (2014)
- Hit(2015)[14][15]
- Strike(2016)[16]
- «The Greenest Grass» з антології Violent Ends (2015)

### Зав'язки новел
- Shadowman: «Follow Me Boy» (2013)
- «When Doves Cry» з антології «Хеллбой: Асортимент жахів» (2017)

### Нариси
- «On the Hulk: You Wouldn't Like Me When I'm Angry» з антології «Last Night a Superhero Saved My Life» (2016)[17]

### Серія Shadow(в титрах: Lila Bowen)
- Wake of Vultures: The Shadow: Книга перша (2015)
- Conspiracy of Ravens: The Shadow: Книга друга (2016)[18]
- Malice of Crows: Книга третя (2017)
- Treason of Hawks: Книга четверта (2018)

### Tales of Pell (з Кевіном Хірном)
- Kill the Farm Boy (Дел Рей, 17 липня 2018 р.)
- No Country for Old Gnomes (Дел Рей, 16 квітня 2019 р.)
- The Princess Beard (2019)

### Комікси
- Ladycastle: #1-4 (БУМ! Студії, 2017)
- Adventure Time: #66-69 (2017)
- Rick and Morty Presents: Pickle Rick (2018)
- Firefly: The Sting (2019)
- Sparrowhawk (БУМ! Студії, 2018)